# 류진동
류진동(柳辰仝, 1497년 11월 23일~ 1561년 3월 11일)은 조선 중의 문신·서화가로, 본관은 진주(晉州), 자는 숙춘(叔春), 호는 죽당(竹堂)이다. 류자문(柳子文)의 손자이자 류도(柳濤)의 아버지이다.

## 생애
1531년(중종 26) 문과에 병과(丙科)로 급제해 승문원정자(承文院正字)가 되었으며, 1543년(중종 38) 특지(特旨)로 홍문관부제학(弘文館副提學)에 임명되어 당상관의 반열에 올랐다.
1549년(명종 3) 전라도 도관찰사(全羅道 都觀察使), 1551년(명종 5) 경기도 관찰사(京畿都 觀察使), 1556년(명종 11) 함경도 도관찰사(咸鏡道 都觀察使) 등의 외직을 거쳐 1558년(명종 13) 공조판서(工曹判書)에 임명되었으며, 이듬해 도총관(都摠管)을 겸했으나, 같은 해 병으로 사직을 청해 지중추부사(知中樞府事)로 체직되었다.
1561년(명종 15) 졸했다. 향년 65세.
1799년(정조 23) 정민(貞敏)이라는 시호를 받았다.

## 기타
글씨와 그림에 뛰어났으며, 특히 대나무를 잘 그렸다. 2008년 숭례문 방화 사건이 있기 전의 남대문 현판인 '숭례문' 3자를 썼다는 설이 있다.
《류진동 선생 묘 및 신도비》는 경기도 고양시 덕양구 행신동에 있다. 1991년 6월 25일 고양시의 향토유적 제28호로 지정되었다.

## 가족 관계
- 증조 - 류열(柳悅)[1] : 북부령(北部令), 증(贈) 좌승지(左承旨), 류겸(柳謙)의 아들
  - 조부 - 류자문(柳子文) : 숙천도호부사(肅川都護府使), 증 예조참판(禮曹參判)
    - 아버지 - 류한평(柳漢平)[1] : 진사(進士), 증 우참찬(右參贊)
    - 어머니 - 경상좌도수군절도사(慶尙左道水軍節度使) 홍귀해(洪貴海)의 딸[1]
      - 전처 - 별제(別提) 김흥문(金興門)의 딸[1]
        - 장남 - 류도(柳濤, 1520년 ~ 1573년) : 동부승지(同副承旨)
        - 차남 - 류용(柳溶)[1] : 경원도호부사(慶源都護府使), 증 병조판서(兵曹判書), 류형(柳珩, 1566년 ~ 1615년)의 아버지
        - 3남 - 류회(柳淮)[1] : 청하현감(淸河縣監), 증 이조참판(吏曹參判), 류림(柳琳, 1581년 ~ 1643년)의 아버지
        - 첫째 사위 - 정척(鄭惕, 1517년 ~ 1596년) : 첨지중추부사(僉知中樞府事)

      - 후처 - 판결사(判決事) 윤형(尹衡)의 딸[1]
        - 둘째 사위 - 안등(安騰)[1]